# A magyar labdarúgó-válogatott mérkőzései 1996-ban
A magyar labdarúgó-válogatottnak 1996-ban nyolc találkozója volt. Az évben Csank János irányította a válogatottat. Az 1998-as labdarúgó-világbajnokság selejtezőjében a magyar csapat csoportjába Norvégia, Svájc, Finnország és Azerbajdzsán került. Az év vége felé 3 világbajnoki selejtezőt játszott a válogatott, ebből 2 győzelemmel, 1 pedig vereséggel ért véget.
Szövetségi kapitány:
Csank János

## Eredmények
701. mérkőzés
| 1996. április 10. |

| Horvátország                                | 4–1             | Magyarország |
| ------------------------------------------- | --------------- | ------------ |
| Brajković 6' Šuker 23' Pamić 65' Stanić 75' | (2–1) Részletek | Nagy N. 39'  |

| Eszék Nézőszám: 15 000 Játékvezető: Bohdan Benedik (SVK) |

702. mérkőzés
| 1996. április 24. |

| Magyarország               | 0–2             | Ausztria                                        |
| -------------------------- | --------------- | ----------------------------------------------- |
| Horváth A. 23' Nagy N. 24' | (0–1) Részletek | Polster 12' Marasek 68' Hatz 16′, 67′ Ogris 80' |

| Népstadion, Budapest Nézőszám: 4 000 Játékvezető: Ľuboš Micheľ (SVK) |

703. mérkőzés
| 1996. május 18. |

| Anglia                                     | 3–0             | Magyarország |
| ------------------------------------------ | --------------- | ------------ |
| Anderton 39' Platt 53' Mracskó 63' (öngól) | (1–0) Részletek |              |

| Wembley Stadion, London Nézőszám: 30 000 Játékvezető: Markus Merk (GER) |

704. mérkőzés
| 1996. június 1. |

| Magyarország                      | 0–2             | Olaszország                                   |
| --------------------------------- | --------------- | --------------------------------------------- |
| Lisztes 15' Nagy N. 35' Sebők 61' | (0–1) Részletek | Casiraghi 7' Bánfi 47' (öngól) Costacurta 51' |

| Népstadion, Budapest Nézőszám: 25 000 Játékvezető: Mateo Beusan (CRO) |

705. mérkőzés
| 1996. augusztus 14. |

| Magyarország                   | 3–1             | Egyesült Arab Emírségek                                  |
| ------------------------------ | --------------- | -------------------------------------------------------- |
| Klausz 12' Urbán 35' Orosz 64' | (2–0) Részletek | Bekhit Szaid 88' Adnan el-Talijani 15' Hassan Suhajl 85' |

| Siófok Nézőszám: 6 000 Játékvezető: Manfred Schüttengruber (AUT) |

706. mérkőzés – vb-selejtező
| 1996. szeptember 1. |

| Magyarország        | 1–0             | Finnország   |
| ------------------- | --------------- | ------------ |
| Orosz 16' Balog 76' | (1–0) Részletek | Nieminen 34' |

| Népstadion, Budapest Nézőszám: 15 000 Játékvezető: Hartmut Strampe (GER) |

707. mérkőzés – vb-selejtező
| 1996. október 9. |

| Norvégia                      | 3–0             | Magyarország                              |
| ----------------------------- | --------------- | ----------------------------------------- |
| Rekdal 83' 89' 90' (11-esből) | (0–0) Részletek | Urbán 12' Nagy N. 79' Sebők 82' Sáfár 90' |

| Oslo Nézőszám: 22 500 Játékvezető: Hugh Dallas (SCO) |

708. mérkőzés – vb-selejtező
| 1996. november 10. |

| Azerbajdzsán         | 0–3             | Magyarország                                  |
| -------------------- | --------------- | --------------------------------------------- |
| Asadov 3' Rzajev 49' | (0–1) Részletek | Nyilas 42' 70' (11-esből) Urbán 83' Illés 71' |

| Bakı Nézőszám: 35 000 Játékvezető: Dragutin Poljak (CRO) |